# Hof-Musici
Barokní soubor Hof-Musici je hudební těleso založené cembalistou Ondřejem Mackem roku 1991 (tehdy jako Cappella Accademica).

## Charakteristika

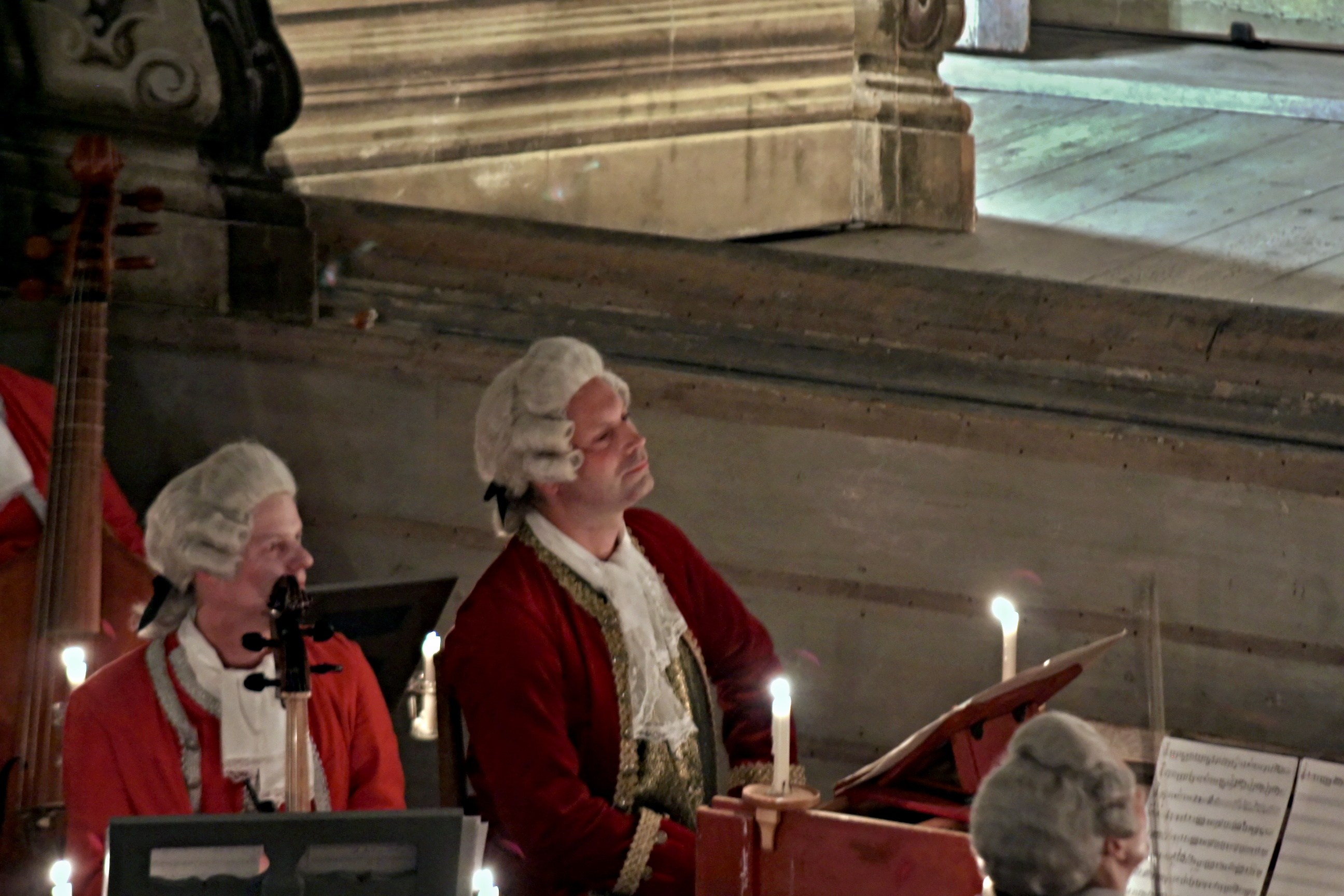
Ondřej Macek, umělecký vedoucí souboru, za cembalem, říjen 2017

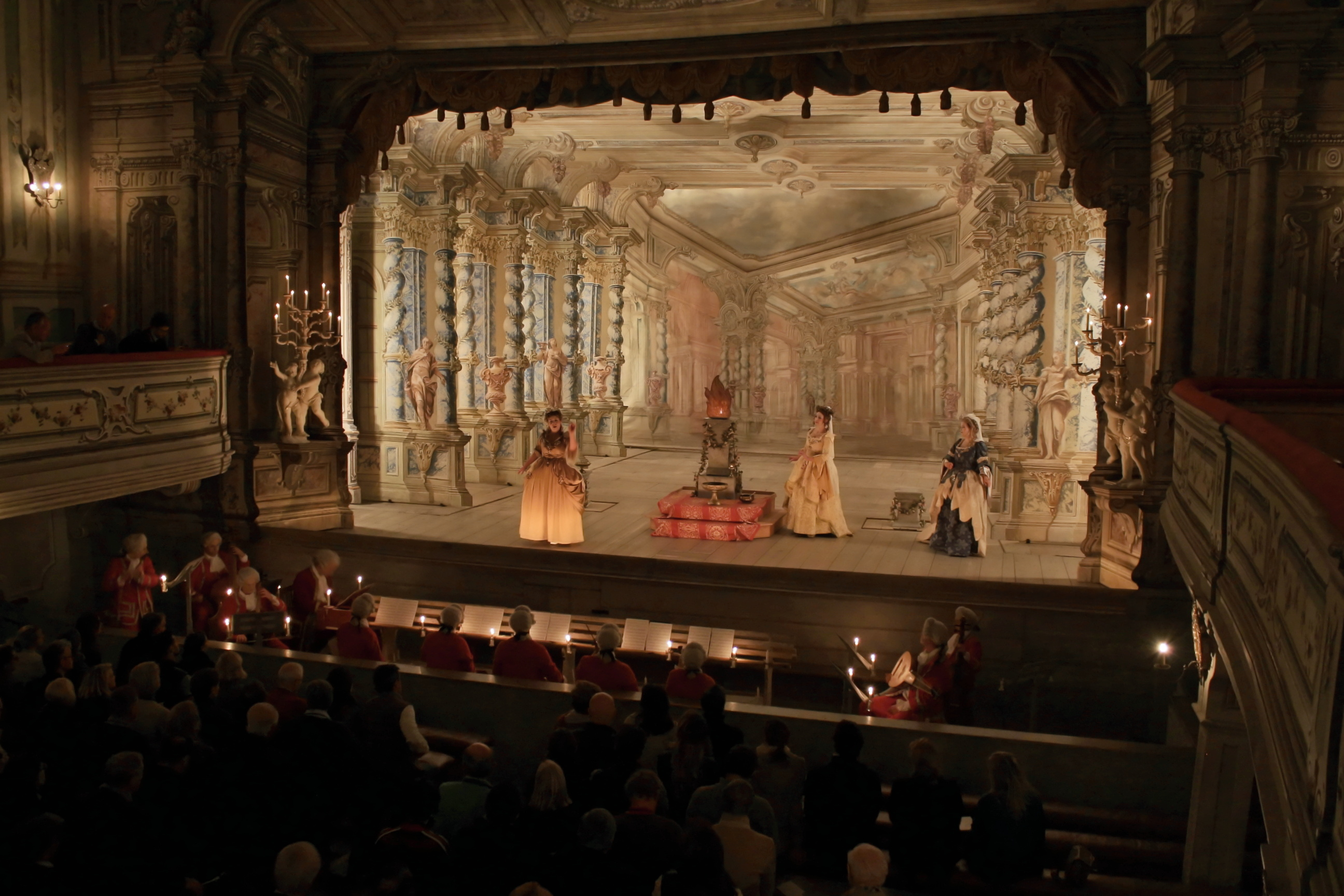
Představení opery Antonia Caldary "Il natale d’Augusto" v barokním zámeckém divadle v Českém Krumlově, hraje barokní soubor Hof-Musici, pod vedením Ondřeje Macka

Hof-Musici je hudební soubor, který se specializuje na tzv. poučenou interpretaci barokní hudby, tzn. s použitím dobových hudebních nástrojů, včetně barokní operní gestiky. Tomu odpovídá repertoár zaměřený zejména na hudbu italských (neapolských a benátských), či německých skladatelů, jejichž díla byla prováděna v zemích Habsburské monarchie.

## Osoby
Těleso je složené z řady vynikajících českých i zahraničních profesionálních hudebníků a umělců, kteří se scházejí při provádění barokních operních děl.
- Ondřej Macek - umělecký vedoucí souboru, dirigent a cembalista
- Zuzana Vrbová - operní režie, barokní gestika
- Danuta Zawada - housle (koncertní mistr)
- Szabolcs Illés - housle
- Kinga Gáborjáni - viola da gamba
- Dalibor Pimek – barokní violoncello
- Rozálie Kousalíková – barokní violoncello
- Jana Dvořáková - zpěv
- Olga Vít Krumpholzová - zpěv
- Pavla Štěpničková - zpěv
- Veronika Mráčková-Fučíková - zpěv
- Jana Koucká - zpěv
- Eva Kolková - zpěv
- Dora Rubart Pavlíková - zpěv
- Ivo Michl - zpěv

## Provedené opery
| Rok  | autor                                                            | název díla                                 | poznámka |
| ---- | ---------------------------------------------------------------- | ------------------------------------------ | --- |
| 1995 | Henry Purcell                                                    | Dido and Aeneas                            | |
| 1996 | Henry Purcell                                                    | Dido and Aeneas                            | |
| 1996 | Georg Friedrich Händel                                           | Vincer se stesso è la maggior vittoria     | (Rodrigo) |
| 1996 | Georg Friedrich Händel                                           | Lucio Cornelio Silla                       | |
| 1997 | Georg Friedrich Händel                                           | Il pastor fido                             | |
| 1998 | Georg Friedrich Händel                                           | Imeneo                                     | |
| 1999 | Georg Friedrich Händel                                           | Flavio                                     | |
| 1999 | Pietro Paolo Bencini                                             | Il sacrifitio d’Abramo                     | Novodobá světová premiéra |
| 2000 | Benedetto Marcello                                               | La Giuditta                                | Novodobá světová premiéra |
| 2000 | Antonio Vivaldi                                                  | Orlando finto pazzo                        | Novodobá světová premiéra |
| 2001 | Alessandro Scarlatti                                             | L’amor generoso                            | Novodobá světová premiéra |
| 2002 | Alessandro Scarlatti                                             | Despina e Niso                             | Novodobá světová premiéra |
| 2003 | Georg Friedrich Händel                                           | Sosarme                                    | |
| 2003 | Antonio Caldara                                                  | Il natale d’Augusto                        | Novodobá světová premiéra |
| 2004 | Johann Joseph Fux                                                | Il trionfo della fede                      | Novodobá světová premiéra |
| 2004 | Antonio Lotti, Antonio Vivaldi, Georg Friedrich Händel, Anonymus | Facetum Musicum                            | Novodobá světová premiéra |
| 2005 | Johann Joseph Fux                                                | Giunone placata                            | Novodobá světová premiéra |
| 2005 | Antonio Caldara                                                  | Ghirlanda di fiori                         | Novodobá světová premiéra |
| 2006 | Antonio Caldara                                                  | Scipione Affricano il Maggiore             | Novodobá světová premiéra |
| 2006 | Antonio Caldara                                                  | San Giovanni Nepomuceno                    | |
| 2007 | Johann Adolf Hasse                                               | Semele ossia La richiesta fatale           | Novodobá světová premiéra |
| 2008 | Antonio Vivaldi                                                  | Argippo                                    | Novodobá světová premiéra |
| 2009 | Nicola Porpora                                                   | La morte d’Ercole                          | Novodobá světová premiéra |
| 2010 | Johann Adolf Hasse                                               | Tito Vespasiano ovvero La Clemenza di Tito | Novodobá světová premiéra |
| 2011 | Antonio Vivaldi                                                  | L’unione della Pace, e di Marte            | Novodobá světová premiéra |
| 2012 | Johann Adolf Hasse                                               | Enea in Caonia                             | Novodobá světová premiéra |
| 2012 | Giuseppe Porsile                                                 | Il sacrificio di Gefte                     | Novodobá světová premiéra |
| 2012 | Anonymus                                                         | La confusione esperta                      | Novodobá světová premiéra |
| 2013 | Nicola Porpora                                                   | Siface                                     | (Dramma per Musica, Benátky, Teatro S. Giovanni Grisostomo, 26. 12. 1725) / novodobá světová premiéra                                       |
| 2014 | Johann Adolf Hasse                                               | L’Ipermestra                               | (Dramma per Musica, Vídeň, Hoftheater, 8. 1. 1744) / novodobá světová premiéra                                                              |
| 2014 | Antonio Caldara                                                  | S. Elena al Calvario                       | (Componimento Sacro per Musica applicato al SS. Sepolcro, Vídeň, Hofkapelle, 1731) / novodobá světová premiéra                              |
| 2015 | Antonio Boroni                                                   | L’amore in musica                          | (Dramma Giocoso per Musica, Benátky, Teatro S. Moisè, 15. 10. 1763) / novodobá světová premiéra                                             |
| 2016 | Antonio Caldara                                                  | L’asilo d’amore                            | Novodobá světová premiéra |
| 2017 | P. Giambattista Martini                                          | Il Sagrifizio d’Abramo                     | (Oratorio in due parti con solo accompagnamento di basso, Bologna, Monastero dei SS. Protasio e Gervasio, 1732) / novodobá světová premiéra |
| 2017 | Antonio Boroni                                                   | La Didone                                  | (Dramma Serio per Musica, Praha, Divadlo v Kotcích, 1768) / novodobá světová premiéra                                                       |
| 2018 | Antonio Giannettini                                              | L’ingresso alla Gioventù di Caludio Nerone | (Dramma per Musica, Modena, Teatro Fontanelli, 9. 11. 1692) / novodobá světová premiéra                                                     |

## Diskografie
Ansámbl Hof-Musici se svým vedoucím Ondřejem Mackem natočil několik DC a DVD s hudbou z období baroka:
- J. A. Hasse: Enea in Caonia (CD 2012, DVD 2013)
- A. Vivaldi: L’unione della Pace, e di Marte (2012)
- Cantate Veneziane (2012)
- „Sonate que-me-veux-tu“ (2011)
- A. Vivaldi: Argippo (2009)